# Erebia luxuriosa
Erebia luxuriosa är en fjärilsart som beskrevs av Curt Eisner 1946. Erebia luxuriosa ingår i släktet Erebia och familjen praktfjärilar. Inga underarter finns listade i Catalogue of Life.